# Rożnowo, West Pomeranian Voivodeship
Rożnowo [rɔʐˈnɔvɔ] là một ngôi làng thuộc khu hành chính của Gmina Banie, thuộc hạt Gryfino, West Pomeranian Voivodeship, ở phía tây bắc Ba Lan. Nó nằm khoảng 8 kilômét (5 mi)   phía tây bắc Banie, 13 km (8 mi) về phía đông nam Gryfino và 30 km (19 mi) phía nam thủ đô khu vực Szczecin.
Trước năm 1945, khu vực này là một phần của Đức. Đối với lịch sử của khu vực, xem Lịch sử của Pomerania.